# Epascestria microdontalis
Epascestria microdontalis là một loài bướm đêm trong họ Crambidae.